# Ludwig von Siegen

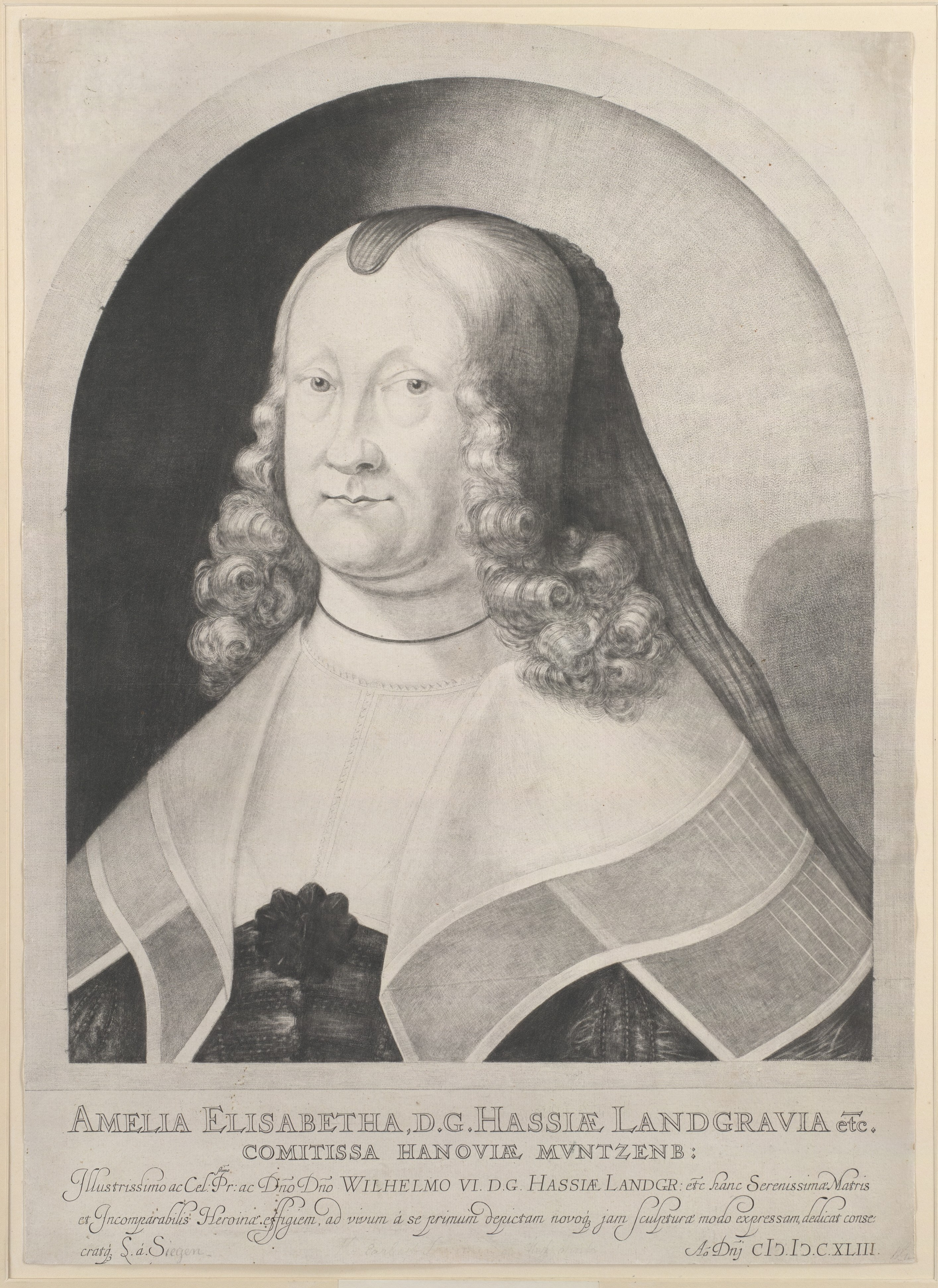
Porträt der Amelie Elisabeth von Hessen (1642)

Ludwig von Siegen (* 1609 in Köln; † 1680 in Wolfenbüttel) entwickelte die Schabtechnik (auch Mezzotinto), die zu den grafischen Tiefdruckverfahren zählt.
Ludwig von Siegen war am Hof der Landgräfin Amelie Elisabeth von Hessen tätig. Ihr Porträt, das er 1642 schuf, gilt als frühestes Werk der Schabkunst.